# Opilio kishidai
Opilio kishidai is een hooiwagen uit de familie echte hooiwagens (Phalangiidae).